# San Pantaleone (Velence)
A San Pantaleone-templom (olaszul Chiesa di San Pantaleone) Velence történelmi belvárosának egyik kis katolikus temploma. A Dorsoduro negyedben helyezkedik el.
Névadója Szent Pantaleone († Nicomedia di Bitinia, Kr. u. 305. július 27.), Galerius császár orvosa, a Diocletianus császár idején zajló keresztényüldözések mártírja, az orvosok egyik védőszentje. 
Homlokzata befejezetlen maradt, mellőz mindennemű díszítést. Bent a hajómennyezeten egy vászonra festett alkotás vonja magára a tekintetet, mely a szent életének jeleneteit ábrázolja. G. Antonio Fumiani festő e kép alkotása közben leesett a festőállványról és a balesetben elhunyt. A művészt itt helyezték végső nyugalomra.
A harmadik kápolnában Veronese és tanítványainak két műve csodálható meg Szent Bernátról. A második kápolna főoltárát Veronese Szent Pantaleone meggyógyít egy gyermeket (1587) című freskója diszíti. A bal oldali kápolna a főoltár mögött: Giovanni  d’Alemagna és Antonio Vivarini: Mária megkoronázása (1444) című alkotásával büszkélkedhet.

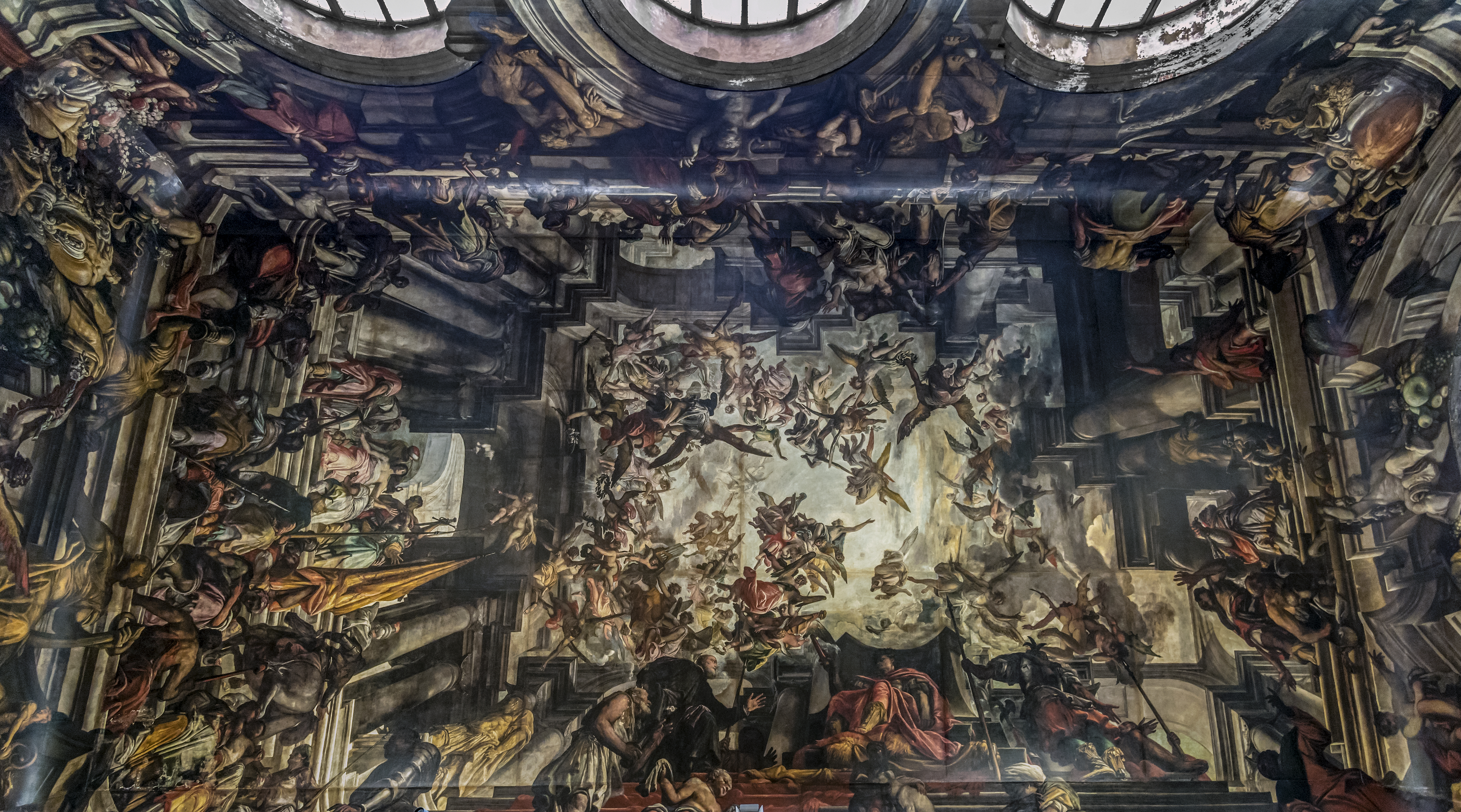